# Villa romana de Seixinho
A Villa Romana de Seixinho é um sítio arqueológico no concelho de Évora, na região do Alentejo, em Portugal. Corresponde a um antigo complexo do período romano, do qual foram descobertos os vestígios de um edifício termal e de uma necrópole, entre outras estruturas.

## Descrição e história
O sítio arqueológico, oficialmente denominado de Seixinho 1, consiste nas ruínas de uma villa da época romana, que foi habitada entre os séculos III e V d.C.. Está situado junto à freguesia de São Miguel de Machede, no concelho de Évora.
Os indícios da villa romana foram identificados em 2021, durante as obras de instalação da Nova linha férrea de Évora. De acordo com a directora regional de Cultura do Alentejo, Ana Paula Amendoeira, já anteriormente se tinham encontrado alguns traços do do sítio arqueológico, mas não se tinha procedido a escavações. Os trabalhos arqueológicos de acompanhamento da construção da via férrea possibilitaram a «identificação da zona termal de uma villa romana», tendo sido «identificados e colocados a descoberto» uma piscina, um tanque que fazia parte da zona de banhos frios (frigidário), e um hipocausto que era utilizado no aquecimento de tanques, já desaparecidos, da área de banhos quentes. No local também foram identificados «uma dupla canalização que inicia na zona dos tanques», «várias estruturas arqueológicas de funcionalidade ainda desconhecida», e «uma necrópole cronologicamente enquadrada na época tardo-romana». Surgiram igualmente alguns materiais decorativos, como mármore e mosaicos. Devido à presença da necrópole, o antigo complexo romano seria de grande importância, podendo ser comparado às villas romanas de Nossa Senhora da Tourega, em Évora, ou de Torre de Palma, em Monforte. Uma parte da antiga villa romana prolongava-se para fora da área não expropriada para a construção da linha férrea.
Após terem sido descobertos os vestígios, a Direcção Regional lançou um parecer onde pediu que fossem feitas escavações arqueológicas na totalidade da área que seria modificada pela construção da via férrea. A  Porém, aquele órgão alterou o seu parecer após a empresa responsável pelas obras, a Infraestruturas de Portugal, ter-se comprometido a modificar o programa de construção, de forma a garantir a preservação do sítio arqueológico, tendo sido principalmente alteradas a tipologia e a metodologia de aplicação, nos materiais que seriam empregues na construção do aterro. Desta forma, as escavações não prosseguiram, no sentido de garantir que as obras da nova linha férrea fossem cumpridas de acordo com os prazos previstos. Esta situação foi criticada pelo arqueólogo André Carneiro, que a classificou como «uma destruição de património», uma vez que «mesmo que as IP possam garantir a não destruição durante a execução da obra, a passagem de comboios de mercadorias vai alterar as condições da ruína a curto e médio prazo». Elaborou que «em Portugal, não há nenhuma villa Romana escavada na totalidade», e que «esta seria uma oportunidade única para o fazer. [...] O conhecimento que daí poderia surgir seria fundamental, bastava para isso cumprir a lei do património».